# Dendropsophus minutus
Espèce
Synonymes
- Hyla minuta Peters, 1872
- Hyla velata Cope, 1887
- Hyla bivittata Boulenger, 1888
- Hyla goughi Boulenger, 1911
- Hyla pallens Lutz, 1925
- Hyla suturata Miranda-Ribeiro, 1926
- Hyla emrichi Mertens, 1927

Statut de conservation UICN

 LC  : Préoccupation mineure
Dendropsophus minutus est une espèce d'amphibiens de la famille des Hylidae.

## Répartition
Cette espèce se rencontre jusqu'à 2 000 m d'altitude, :
- en Colombie ;
- au Venezuela ;
- à Trinité-et-Tobago ;
- au Guyana ;
- au Suriname ;
- en Guyane ;
- au Brésil ;
- en Équateur ;
- au Pérou ;
- en Bolivie ;
- au Paraguay ;
- en Argentine dans les provinces de Salta et de Misiones ;
- en Uruguay.

## Description

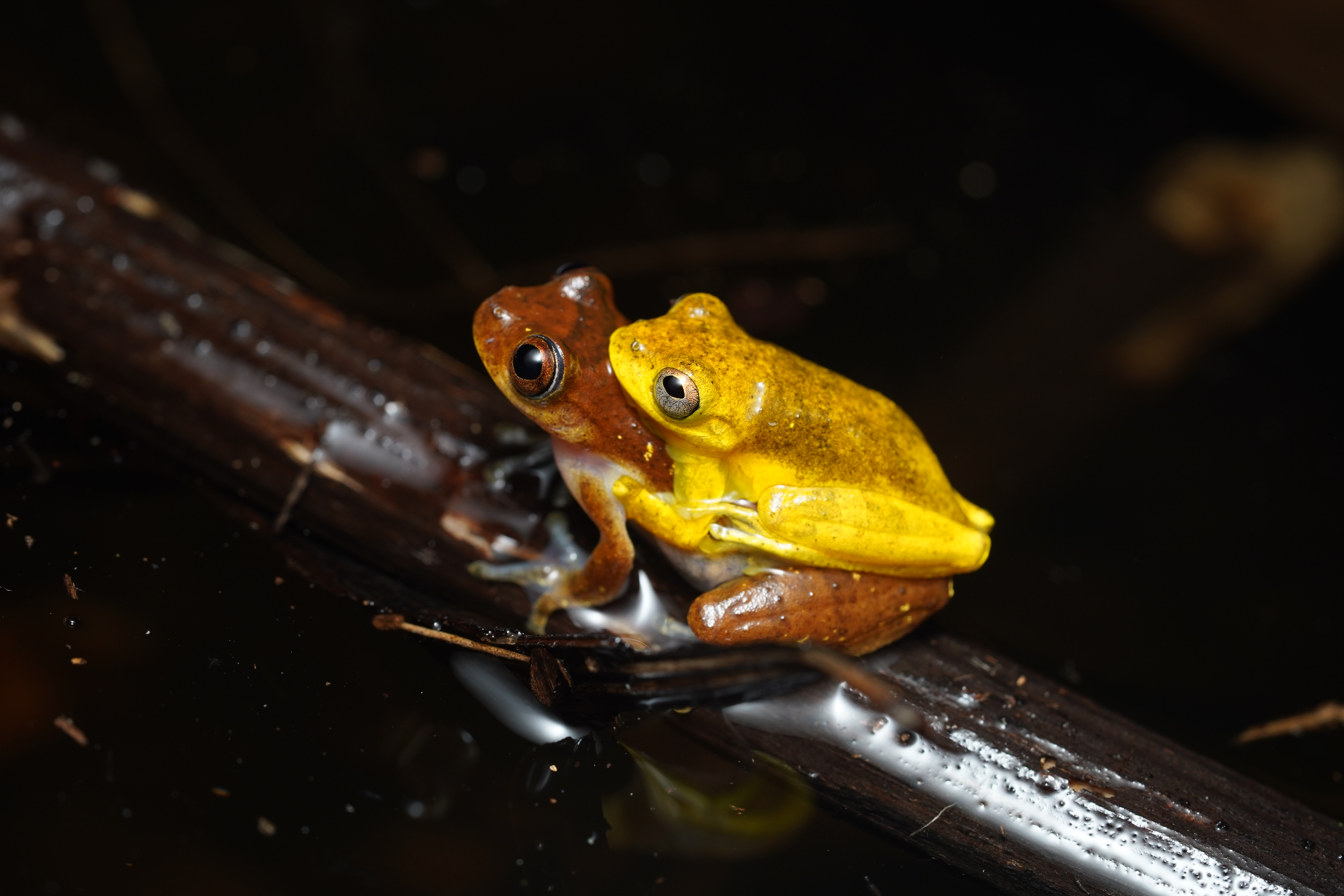
Amplexus de Dendropsophus minutus. Le mâle est jaune en période de reproduction.

Dendropsophus minutus mesure de 23,5 à 26 mm. Cette espèce a le dos brun pâle avec des marques imprécises brun foncé, les mâles sont jaunes vifs en période de reproduction. Sa face ventrale est blanche teintée d'orange. 
Les têtards de cette espèce mesurent, selon leur développement, de 3 à 12 mm avec une queue variant respectivement de 10 à 25 mm. Leur coloration est généralement fauve tacheté de brun foncé.

## Biologie
Cette espèce se reproduit dans des mares, permanentes ou temporaires. En début de saison des pluies, des milliers d'individus peuvent se rassembler autour d'un même point d'eau lors des phénomènes de reproductions explosives.

## Étymologie
Son nom d'espèce, du latin, minuta, « minuscule », lui a été donné en référence à sa petite taille.

## Publication originale
- Peters, 1872 : Über eine Sammlung von Batrachiern aus Neu-Freiburg in Brasilien. Monatsberichte der Königlich preussischen Akademie der Wissenschaften zu Berlin, vol. 1, p. 680-684 (texte intégral).